# Liste der Bodendenkmäler in Miesbach
Auf dieser Seite sind die Bodendenkmäler in der oberbayerischen Gemeinde Miesbach zusammengestellt. Diese Tabelle ist eine Teilliste der Liste der Bodendenkmäler in Bayern. Grundlage ist die Bayerische Denkmalliste, die auf Basis des Bayerischen Denkmalschutzgesetzes vom 1. Oktober 1973 erstmals erstellt wurde und seither durch das Bayerische Landesamt für Denkmalpflege geführt wird. Die folgenden Angaben ersetzen nicht die rechtsverbindliche Auskunft der Denkmalschutzbehörde.

## Bodendenkmäler der Gemeinde Miesbach

### Bodendenkmäler in der Gemarkung Miesbach
| Lage                | Objekt | Akten-Nr.     | Bild |
| ------------------- | --- | ------------- | ---- |
| Miesbach (Standort) | Untertägige frühneuzeitliche Befunde im Bereich von Schloss Miesbach.                                                                                           | D-1-8237-0103 |      |
| Miesbach (Standort) | Untertägige frühneuzeitliche Befunde im Bereich der Katholischen Kirche St. Franziskus in Miesbach.                                                             | D-1-8237-0104 |      |
| Miesbach (Standort) | Untertägige mittelalterliche und frühneuzeitliche Befunde im Bereich der Katholischen Stadtpfarrkirche Mariä Himmelfahrt in Miesbach und ihrer Vorgängerbauten. | D-1-8237-0105 |      |
| Miesbach (Standort) | Untertägige mittelalterliche und frühneuzeitliche Siedlungsteile der historischen Marktsiedlung Miesbach mit abgegangener Burg des hohen Mittelalters.          | D-1-8237-0106 |      |

### Bodendenkmäler in der Gemarkung Parsberg
| Lage                | Objekt | Akten-Nr.     | Bild |
| ------------------- | --- | ------------- | ---- |
| Parsberg (Standort) | Untertägige mittelalterliche und frühneuzeitliche Befunde im Bereich der Katholischen Pfarrkirche St. Laurentius in Parsberg und ihrer Vorgängerbauten. | D-1-8237-0121 |      |

### Bodendenkmäler in der Gemarkung Wies
| Lage            | Objekt | Akten-Nr.     | Bild |
| --------------- | --- | ------------- | ---- |
| Wies (Standort) | Untertägige mittelalterliche und frühneuzeitliche Befunde im Bereich von Schloss Wallenburg und seiner Vorgängerbauten mit zugehörigem Wirtschaftshof und barocken Gartenanlagen. | D-1-8136-0091 |      |
| Wies (Standort) | Abgegangene Mühle des späten Mittelalters und der frühen Neuzeit (;eumühle). | D-1-8136-0092 |      |
| Wies (Standort) | Erdstall des hohen Mittelalters. | D-1-8236-0006 |      |